# Govenia jouyana
Govenia jouyana är en orkidéart som beskrevs av Roberto González Tamayo. Govenia jouyana ingår i släktet Govenia och familjen orkidéer. Inga underarter finns listade i Catalogue of Life.